# Mensch-Roboter-Kollaboration
Mensch-Roboter-Kollaboration (kurz MRK) bedeutet, dass Mensch und Roboter sich einen Arbeitsraum ohne trennende Schutzeinrichtung teilen.

## Definition
Genaue Definitionen findet man in der DIN EN ISO 10218-1, einer international harmonisierten Norm für Industrieroboter. Absicherung von Robotern als potenziell gefährliche Maschinen geschah in der Vergangenheit durch Schutzzäune. Durch entsprechende Sicherheitstechnik wird es zunehmend möglich, Schutzzäune, die oft den Arbeitsablauf stören, wegzulassen, ohne dabei bezüglich der Sicherheit des Menschen Abstriche zu machen.

## Genormte Sicherheitsanforderungen
Es ist verständlich und richtig, dass hierbei an die Sicherheitsfunktionen, die nun den Schutzzaun ersetzen, sehr hohe Anforderungen an Ausfallsicherheit, d. h. extrem geringe Ausfallwahrscheinlichkeit und Einfehlersicherheit gestellt werden. Letzteres bedeutet, dass der Ausfall einer Komponente nicht zum Ausfall der Sicherheitsfunktion führen darf. Sehr oft führt dies zur zweikanaligen Ausführung einer Sicherheitsfunktion.
Die obengenannte Norm unterscheidet dabei vier verschiedene Fälle, drei davon realisieren eine Kollisionsvermeidung (Betrieb durch Zustimmtaster oder Sicherheitssensorik, die den Zutritt des Menschen sicher erkennen), und ein Fall lässt die Berührung, d. h. eine richtige Interaktion zwischen Roboter und Mensch zu („Kraft- und Leistungsbegrenzung“). In diesem Fall muss durch Sicherheitsfunktionen sichergestellt werden, dass es im Fall von Berührungen und Kollisionen zwischen Roboter und Mensch nicht zu Verletzungen kommt. Konkret kommt es darauf an, dass biomechanische Grenzwerte (Drucke und Kräfte) im Kollisionsfall nicht überschritten werden. Ein Anwender sollte sicherstellen, dass alle Sicherheitsfunktionen des Roboters wie z. B. Positionsüberwachung, Geschwindigkeitsüberwachung, Kraft- und Momentenüberwachung, Kollisionserkennung und Orientierungsüberwachung von einer unabhängigen Behörde geprüft und zertifiziert wurden. Bei der Prüfung der Sicherheitsfunktionen werden alle Komponenten betrachtet, die zu dieser Sicherheitsfunktion beitragen, z. B. Sensor, Buskommunikation, Auswertealgorithmen, Rechnerhardware etc.

## Bedeutung
Genügt der Roboter den normativen Sicherheitsanforderungen, so bietet die Mensch-Roboter-Kollaboration ein weites Feld von Anwendungsmöglichkeiten. Die Automatisierungslücke, die bisher zwischen einer rein manuellen Bearbeitung oder einen vollautomatischen Bearbeitung mit einem Roboter hinter einem Schutzgitter lag, wird geschlossen. Der Roboter dient dem Menschen als Assistent, erleichtert seine Arbeit. Menschliche Fähigkeiten, die der Roboter auf absehbare Zeit nicht erreichen wird, wie Erfahrung, Lernfähigkeit, Improvisation, Kombination menschlicher Sinne, können zusammenspielen mit Roboterstärken wie Genauigkeit, Stärke, Geschwindigkeit, Wiederholbarkeit.
Die Mensch-Roboter-Kollaboration bietet große Chancen, da die Risiken bei Verwendung adäquater Sicherheitstechnologien beherrschbar sind.